# Aiden Turner
Pour les articles homonymes, voir Turner.
Aiden Turner, né le 2 avril 1977 à Hertfordshire (Angleterre), est un acteur américain.

## Biographie
Né en 1977, il est marié depuis 2006 à Megan Marshall (en).
Le 1er mars 2010, il est annoncé qu'il participera à la 10e saison de Dancing with the Stars et a pour partenaire Edyta Śliwińska (en).

## Filmographie

### Séries télévisées
- 1998 : EastEnders
- 2003-2009 : La Force du destin : Aidan Devane
- 2016 : Les Feux de l'amour : Adam Newman

### Films
- 2008 : Manhattanites : Kyle Carpenter
- 2022 : Mindcage : Dale

### Téléfilms
- 2013 : Dans l'ombre du doute : Alex Smith
- 2013 : Un homme trop parfait : Jacob

## Nominations
- 2003 : Daytime Emmy Awards du meilleur jeune acteur dans une série télévisée dramatique pour La Force du destin